# Nordmakedoniens historia
Den här artikeln behandlar Nordmakedoniens historia.
Historiska Makedoniens territorium som tidigare var en del av Osmanska riket kom efter balkankrigen 1912–1913 att delas upp mellan Grekland, Serbien, Bosnien, Bulgarien och Albanien. Det geografiska området som idag utgör Nordmakedonien införlivades med Kungariket Serbien och kallades Stara Srbija (Gamla Serbien). Under antiken hette det geografiska området Paionien.
Under (1918–1929) utgjorde området en del av Serbernas, kroaternas och slovenernas kungarike och därefter Kungariket Jugoslavien (1929–1941) där det gick under namnet Vardar Banovina. Under andra världskriget (1941–1945) delades området mellan Bulgarien och det av Italien ockuperade Albanien. I slutet av kriget blev området en delstat i Socialistiska Förbundsrepubliken Jugoslavien under namnet Folkrepubliken Makedonien för att 1963 döpas om till Socialistiska Republiken Makedonien. 1991 utträdde republiken ur den jugoslaviska federationen och var sedan dess involverad i en namnkonflikt med Grekland ända fram till 2019. Nordmakedoniens första demokratiskt valda president (1991) hette Kiro Gligorov
Under kriget i Jugoslavien i början av 1990-talet lyckades Nordmakedonien hålla sig utanför konflikten. Nordmakedonien förklarade sig självständigt från Jugoslavien 1991, då under enbart namnet "Makedonien". Tillströmningen av omkring 390 000 flyktingar 1999, etniska albaner från Kosovo, kom att destabilisera situationen i republiken.
Det finns även en stor minoritetsbefolkning av albaner, samt en del turkar, vlaker och romer. Mellan den makedoniska och den albanska befolkningen fanns stora etniska spänningar, vid tiden för kriget i  Kosovo, som utmynnade i en väpnad konflikt 2001. Den kunde till slut lösas efter internationell medling.
En mindre konflikt 2001 med albanska rebeller utmynnade i upprättandet av en fredsbevarande styrka från NATO och i löften från regeringen att ge den albanska minoriteten större rättigheter.
Den 26 februari 2004 omkom landets president Boris Trajkovski i en flygolycka. Den efterföljande utredningen slöt sig till att olyckan orsakades av besättningens misstag under inflygningen till Mostar.